# 34 Pułk Piechoty (Imperium Rosyjskie)
34 Siewski pułk piechoty Generała Hrabiego Kamienskiego(ros. 34-й пехотный Севский генерала графа Каменского полк) – oddział piechoty okresu Imperium Rosyjskiego.

## Charakterystyka
Sformowany w 1763. Stacjonował w między innymi w Połtawie. Nosił nazwy: Siewski pp (1811–1833, 1856–1864), Siewski pjegr (1833–1856).

 W przededniu I wojny światowej pułk etatowo posiadał cztery bataliony po cztery kompanie oraz kompanię tyłową. Kompania piechoty czasu wojny liczyła około 240 żołnierzy i 4–5 oficerów. Na szczeblu pułku występował także pododdział karabinów maszynowych (8 km), łączności (w tym 14 konnych gońców i 21 telefonistów) i zwiadowczy (64 zwiadowców, w tym 4 kolarzy). W sumie pułk liczył około 4000 żołnierzy.
Pułk zasłynął w polskiej historiografii uczestnictwem w ataku na Warszawę w dniu 6 września 1831 i szturmie na Redutę Ordona.

## Podporządkowanie
Lipiec 1914:
- 10 Korpus Armijny – Charków[8]
  - 9 Dywizja Piechoty – Połtawa
    - 2 Brygada Piechoty – Połtawa
      - 34 Siewski pułk piechoty – Połtawa